# Rivière Laverlochère
Pour les articles homonymes, voir Laverlochère.
La rivière Laverlochère est un tributaire de la rivière à la Loutre laquelle se déverse dans la rivière des Outaouais. La rivière Laverlochère traverse le territoire des municipalités de Latulipe-et-Gaboury et Fugèreville, dans la municipalité régionale de comté (MRC) de Témiscamingue, en Abitibi-Témiscamingue, au Québec, au Canada.

## Géographie
Le lac de la Petite Loutre (longueur : 2,3 km ; altitude : 295 m), situé dans la partie sud de Fugèreville, constitue le plan d'eau de tête de la rivière Laverlochère. Ce lac est situé à 0,7 km au sud du lac Honorat et à 310 m au sud du lac Édouard. Son embouchure est situé du côté est dans les limites municipales de Latulipe-et-Gaboury
À partir du lac de la Petite Loutre, la rivière Laverlochère coule sur 10,1 km vers le nord-ouest jusqu'à la décharge du lac Millejours (altitude : 274 m) ; puis 6,3 km vers l'ouesten passant au sud du village de Fugèreville, jusqu'au ruisseau Evelyn (venant du nord) ; puis 1,4 km vers le sud, jusqu'à son embouchure. Sur son cours, la rivière Laverlochère recueille plusieurs ruisseaux agricoles.
La rivière Laverlochère se déverse sur la rive est de la rivière à la Loutre ; son embouchure est situé dans le 6e rang de Fugèreville. Cette dernière rivière coule vers le nord-ouest pour aller se déverser dans le lac Témiscamingue, sur la rive est de la rivière des Outaouais.

## Toponymie
Le mot « Laverlochère » est utilisé pour désigner le canton, la municipalité, les 1er et 2e rang de Laverlochère, les 3e et 4e rang de Laverlochère, le 10e rang de Laverlochère et la rivière. Ce terme est un patronyme de famille d'origine française. Le toponyme rivière Laverlochère évoque spécifiquement l'œuvre de vie du père Jean-Nicolas Laverlochère, missionnaire catholique français du XIXe siècle.
Le toponyme rivière Laverlochère a été officialisé le 5 décembre 1968 à la Commission de toponymie du Québec.